# 真村廬江

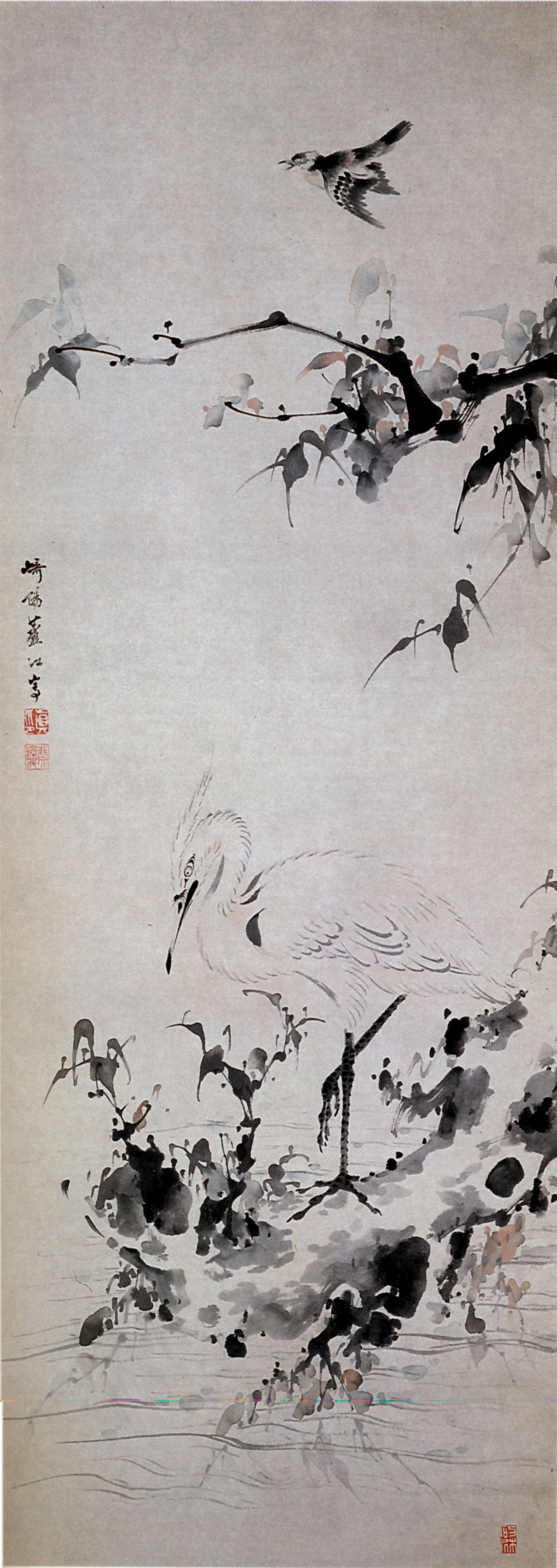
一路功名図　紙本墨画淡彩　江戸時代中期

真村 廬江（まむら ろこう、宝暦5年（1755年） - 寛政7年4月24日（1795年6月11日））は、江戸時代中期の画家。名は斐瞻。通称は長之助。廬江のほか耕霞山人と号した。長崎の人。

## 略伝
長崎本博多町に住み、早くから熊斐に入門。沈南蘋直伝の画技を受ける。師熊斐が没した後、来舶清人の方西園に画を習い独自の画風を確立する。淡彩を基調とした清新淡雅な作品が多い。
一時期、豊後日田の森五石の家に寓居して創作活動を行った（田能村竹田『竹田荘師友画録』）。享年42。
門弟に唐絵目利の渡辺鶴洲がいる。子の真助は唐絵目利の荒木家の養子となり荒木君瞻と名乗り画を画いた。

## 作品
- 「双鶴図」神戸市立博物館
- 「一路功名図」